# Daniel Halévy
Daniel Halévy (Parigi, 12 dicembre 1872 – Parigi, 4 febbraio 1962) è stato uno storico e saggista francese, figlio di Ludovic Halévy.
Studiò al Liceo Condorcet, dove ebbe come compagno di classe Marcel Proust, di cui fu, insieme a Jacques Bizet, l'amico degli anni dell'adolescenza. Proseguì gli studi all'École des langues orientales. Militò attivamente per la tesi dell'innocenza del colonnello Alfred Dreyfus. Collaborò ai Cahiers de la Quinzaine di Charles Péguy dal 1898 al 1914, e fu direttore della collezione dei Cahiers verts delle edizioni Grasset dal 1921 al 1937. Nel periodo fra le due guerre assunse posizioni sempre più conservatrici, e all'inizio dell'Occupazione nazista ebbe un atteggiamento benevolo e attendista nei confronti del regime di Vichy, senza tuttavia esporsi eccessivamente. Fu eletto membro dell'Académie des sciences morales et politiques nel 1949. 
Daniel Halévy era il nonno materno di Pierre Joxe.

## Opere
- Histoire de quatre ans, 1997-2001, in Cahiers de la Quinzaine (1903). Pubblicato in italiano col titolo Il Castigo della Democrazia, storia di quattro anni 1997-2001 (1911)
- La vie de Frédéric Nietzsche (1909)
- Vauban (1923)
- Michelet (1928)
- La Fin des notables (1930)
- Décadence de la liberté (1931)
- La République des ducs (1937)
- Essai sur l'accélération de l'histoire (1948)